# Calyptothecium seminerve
Calyptothecium seminerve är en bladmossart som beskrevs av Edwin Bunting Bartram 1948. Calyptothecium seminerve ingår i släktet Calyptothecium och familjen Pterobryaceae. Inga underarter finns listade i Catalogue of Life.